# Alexei Sayle
Alexei Sayle est un acteur, scénariste et producteur britannique, né le 7 août 1952 à Anfield (Royaume-Uni).

## Filmographie

### comme acteur
- 1981 : The Comic Strip (TV) : Compere
- 1982 : Whoops Apocalypse (série télévisée) : Commisar Solzhenitsyn
- 1983 : Gorky Park : Golodkin
- 1985 : Ligmalion: A Musical for the 80s (TV) : John Bull
- 1985 : La Promise (The Bride) : Magar
- 1985 : The Supergrass : Motorcycle Policeman
- 1985 : Doctor Who : épisode « Revelation of the Daleks » : DJ
- 1986 : Whoops Apocalypse : Alexei Sayle
- 1986 : Les Guerriers du soleil (Solarbabies) : Malice
- 1987 : Up Line (TV)
- 1987 : The Love Child
- 1987 : Siesta : Cabbie
- 1988 : Les Girls (série télévisée)
- 1989 : 'Itch (TV) : Rittblatt
- 1989 : Indiana Jones et la Dernière Croisade (Indiana Jones and the Last Crusade) : Sultan
- 1990 : The Gravy Train (feuilleton TV) : Vlad Milcic
- 1990 : Night Voice (TV) : Clarence Flamer
- 1991 : Selling Hitler (feuilleton TV) : Konrad 'Conny' Fischer
- 1992 : Carry On Columbus : Achmed
- 1993 : Reckless Kelly : Major Wib
- 1993 : Curacao (TV) : Seemüller
- 1994 : Paris (série télévisée) : Alain Degout
- 1995 : Sorry About Last Night (TV) : Andy Carolides
- 1996 : Two Minutes (TV) : Bernie
- 1997 : Chasse au rhinocéros à Budapest (Rhinoceros Hunting In Budapest) : Beluga
- 1997 : Hospital! (TV) : X Ray Operator
- 1997 : Histoire de Tom Jones, enfant trouvé (feuilleton TV) : Puppeteer
- 1999 : Swing : Mighty Mac
- 2000 : Les Mille et Une Nuits (Arabian Nights) (TV) : BacBac
- 2001 : Don't Walk : Uncle Henry
- 2002 : Tipping the Velvet (mini-série télévisée) : Charles Frobisher
- 2004 : The Legend of the Tamworth Two (TV) : Newspaper Editor
- 2004 : The Tale of Tarquin Slant : Window Cleaner
- 2005 : The Thief Lord : Barbarossa
- 2019 : Comment je suis devenue une jeune femme influente (How to Build a Girl) de Coky Giedroyc : Karl Marx

### comme scénariste
- 1981 : The Comic Strip (TV)
- 1988 : Stuff (série télévisée)
- 1989 : 'Itch (TV)
- 1995 : Sorry About Last Night (TV)
- 1997 : Comedy Hour (série télévisée)

### comme producteur
- 1998 : Alexei Show (Merry-Go-Round) (série télévisée)